# Atsuko Tanaka
Atsuko Tanaka (japonès: 田中敦子)  (Osaka, 10 de febrer de 1932 - Nara i Asuka, 3 de desembre de 2005) va ser una artista d'avantguarda japonesa.
La seva carrera s'inicià a finals dels anys 40 a la ciutat d'Ashiya i el 1952 constituí el grup artístic Genbi. Entre 1955 i 1965 va formar també part del grup Gutai i va participar en exposicions del grup tant al Japó com a l'estranger. Durant els darrers anys de la seva vida es dedicà bàsicament a la pintura.
Les seves creacions son de tipus abstracte i rebutgem les nocions convencionals sobre com han d'aparèixer o executar-se les obres d'art. Explorà camps com la pintura, l'escultura, les actuacions i les instal·lacions artístiques, que utilitzen objectes de la vida quotidiana: tèxtils, campanes, bombetes i similars. La seva obra s'exposa en importants col·leccions arreu del món, com el Museu d'Art Modern de Nova York.